# Eva Lettenbauer

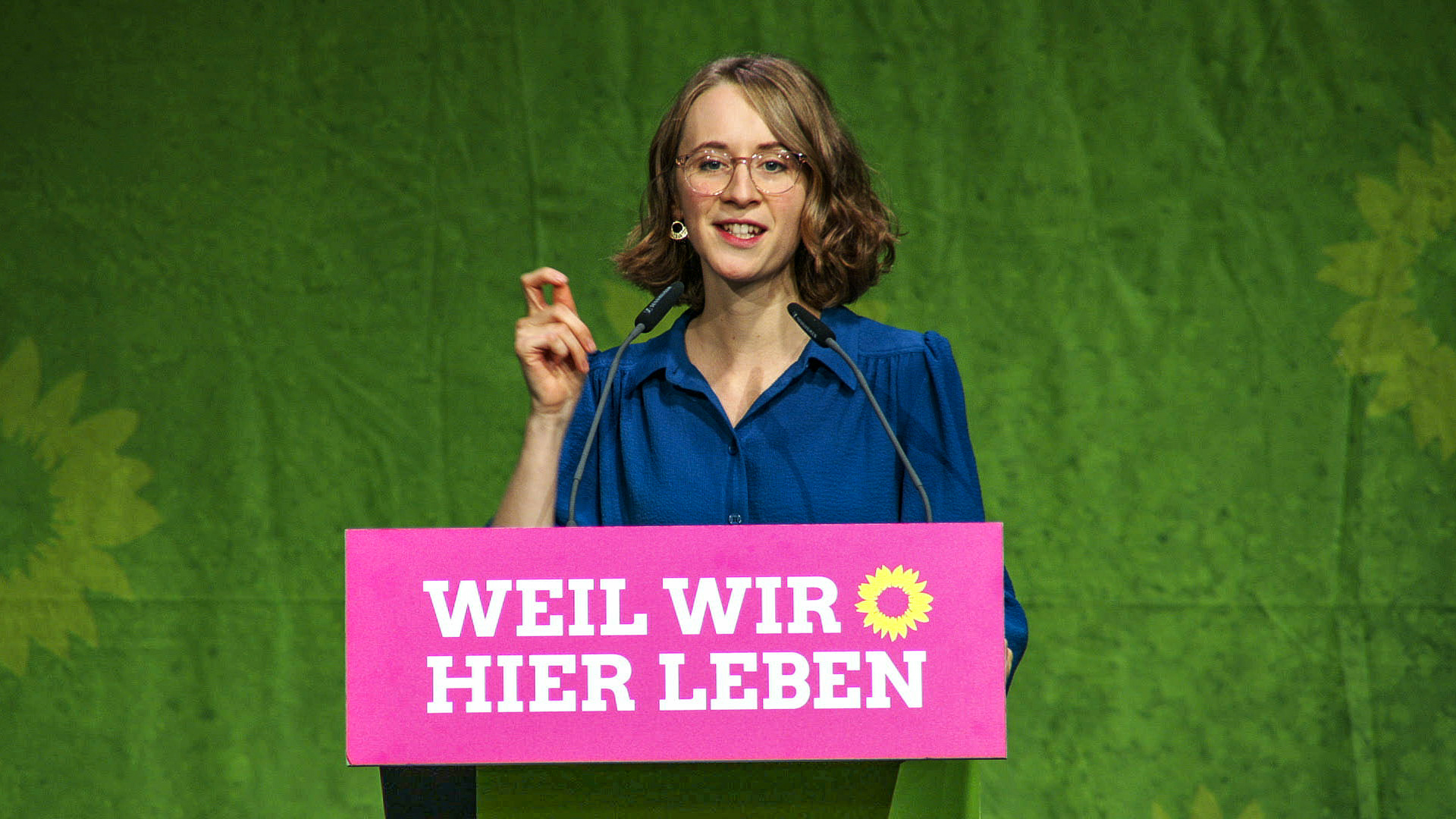
Eva Lettenbauer auf dem Landesparteitag in Lindau 2019

Eva Lettenbauer (* 30. Oktober 1992 in Neuburg an der Donau) ist eine deutsche Politikerin (Bündnis 90/Die Grünen) und Wirtschaftsingenieurin. Seit 2018 ist sie Mitglied des Bayerischen Landtags und seit Oktober 2019 Vorsitzende von Bündnis 90/Die Grünen Bayern.

## Leben
Lettenbauer wuchs im Dorf Reichertswies in der Gemeinde Daiting auf, wo sie noch heute wohnt. Ab 2003 besuchte sie das Gymnasium Donauwörth und legte dort 2011 ihr Abitur ab. Anschließend absolvierte sie von 2011 bis 2014 ein duales Bachelorstudium im Studiengang Wirtschaftsingenieurwesen an der Dualen Hochschule Baden-Württemberg Heidenheim und von 2015 bis 2018 ein Masterstudium im selben Fach an der Universität Augsburg. Sie ist verheiratet und römisch-katholischer Konfession.

## Politik
2011 trat Lettenbauer nach der Nuklearkatastrophe von Fukushima in Bündnis 90/Die Grünen ein. 2012 nahm sie bei Jugend und Parlament teil. Von 2013 bis 2017 war sie Jugendsprecherin und Beisitzerin im Kreisvorstand von Bündnis 90/Die Grünen Donau-Ries. Im Mai 2017 wurde sie dort zur Kreisvorsitzenden gewählt. Zudem war sie von Oktober 2015 bis Oktober 2019 Mitglied im Landesausschuss von Bündnis 90/Die Grünen Bayern.
Bei der Grünen Jugend war sie zunächst in Schwaben aktiv und wurde im April 2015 Sprecherin der Grünen Jugend Bayern. Sie hatte das Amt drei Jahre inne. Auf Bundesebene war sie von November 2013 bis Oktober 2015 Koordinatorin des Fachforums Wirtschaft und Soziales/Finanzen der Grünen Jugend.
Lettenbauer trat bei der Landtagswahl in Bayern 2018 zusammen mit Florian Siekmann als Spitzenduo der Grünen Jugend an und kandidierte für den Stimmkreis Donau-Ries und auf der dritten Position des Zweitstimmen-Stimmzettels im Wahlkreis Schwaben. Sie sprach sich bereits frühzeitig für einen Wahlkampf aus, der grüne Ziele wie den Umweltschutz in den Vordergrund rückt und gegen den Fokus auf eine Koalition mit Markus Söder. Bei dieser Wahl wurde sie zur Abgeordneten des Bayerischen Landtags gewählt, da sie auf der Wahlkreis-Liste der Grünen das sechstbeste Gesamtstimmen-Ergebnis erreichte. Im Parlament ist Lettenbauer Mitglied des Ausschusses für Arbeit und Soziales, Jugend und Familie. Von November 2018 bis November 2019 war Lettenbauer stellvertretende Parlamentarische Geschäftsführerin und Mitglied im Fraktionsvorstand. Sie war bis 2019 Mitglied des Ältestenrates. In ihrer ersten Wahlperiode war sie stellvertretende Vorsitzende des Anstaltsbeirates der JVA Kaisheim sowie der JVA Niederschönenfeld. Bei der Landtagswahl 2023 zog sie erneut in den Landtag ein.
Im Oktober 2019 wurde sie zur Vorsitzenden von Bündnis 90/Die Grünen in Bayern gewählt. Sie amtierte bis April 2021 zusammen mit Eike Hallitzky. Ab April 2021 bildete sie mit Thomas von Sarnowski das Führungs-Duo der bayerischen Grünen, seit Januar 2024 mit Gisela Sengl.

## Mitgliedschaften
Ballclub Blossenau, BUND Naturschutz Kreisgruppe Donau-Ries, Wasserwacht Monheim, Freifunk Donau-Ries e. V., DAV Donau-Ries und netzbegrünung e. V.